# Europastraße 692
Die Europastraße 692 (kurz: E 692) ist eine Europastraße, die die georgische Hafenstadt Batumi auf kürzestem Weg mit dem Landesinneren von Georgien verbindet.

## Verlauf
Die Europastraße 692 beginnt in Batumi und verläuft zunächst nordwärts auf der S2 gemeinsam mit der E 70 und der E 97. Bei dem kleinen Ort Supsa verlässt die E 692 jedoch die Schwarzmeerküste und folgt nun der S12 über Lantschchuti ins Landesinnere, bis sie schließlich Samtredia erreicht und dort endet. Dort besteht Anschluss an die S1 bzw. die E 60.